# Cui Yongmei
Cui Yongmei, född 23 januari 1969, är en kinesisk före detta volleybollspelare. Hon blev olympisk silvermedaljör i volleyboll vid sommarspelen 1996 i Atlanta.